# Einar Rousthøj
Einar Rousthøj, född 5 mars 1869, död 5 december 1929, var en dansk författare och målare, mest känd för romanen Hotel Paradis, 1914, som även filmatiserades två gånger (1917 och 1931, se vidare, Hotell Paradisets hemlighet). Han debuterade litterärt 1906 med romanen Pallesholm og dets beboere.